# Championnats d'Europe de taekwondo 2005
Navigation
Édition précédente Édition suivante
Les championnats d'Europe de taekwondo 2005 ont été organisés du 8 au 9 octobre 2005 à Riga, en Lettonie. Il s'agissait de la seizième édition des championnats d'Europe de taekwondo. 

La Turquie a été la nation la plus performante, remportant 3 médailles d'or, 3 d'argent et 2 de bronze, suivie par la France et l'Espagne. Parmi les français médaillés d'or, on compte notamment Pascal Gentil dans la catégorie des poids lourds masculins (+84 kg) ou Christophe Négrel dans la cathégorie inférieure (-78 kg). La française Gwladys Épangue a aussi décrochée la médaille d'or féminine dans la catégorie (-67 kg)